# Karajà
Karajà (també inâ) és un poble indígena de Brasil de la família lingüística macro-gê, que habita des de temps immemorials a la conca del riu Araguaia. Actualment se'ls troba a les ribes d'aquest riu des de la ciutat d'Aruanã a l'estat de Goiás, als voltants de la gran Illa de Bananal, on es concentra el major nombre de llogarets, fins a l'estat de Tocantins, a la rodalia de Santa Fé do Araguaia.

## Organització social
La vida social karajà es basa en la família extensa integrada per filles, gendres i fills solters, de manera que l'espòs passa a residir a casa de l'esposa després del matrimoni (pràctica coneguda en antropologia com uxorilocalitat). Els homes estan dividits en tres segments patrilineals i han de casar-se amb la germana o filla d'un altre home del seu segment. El matrimoni és arreglat per les àvies dels nuvis. Cada dona casada té un fogó a la casa de la família extensa. Mentre la dona manté el predomini en la família, a l'home se li reconeix el poder espiritual i el deure de defensar el territori.
El llogaret és una unitat d'organització social i política autònoma, en què el poder de decisió rau en els homes caps de famílies extenses. El forma una filera de les cases de cada família extensa al llarg del riu en direcció nord-sud; a part i separada per una plaça cerimonial, hi ha una casa especial, coneguda com a Idjassó Hetô, o "Casa d'Aruanã" la "casa dels homes", que és el centre de la vida ritual, on són les màscares sagrades, que té el seu propi camí cap al riu i separada d'ell pel bosc.

## Cosmologia
Conceben l'univers format per tres nivells: el món subaqüàtic d'on sorgí la humanitat i on habiten els Idjassó, éssers protectors i avantpassats dels karajà; el món terrestre, visible; i el món de les pluges, on viuen éssers poderosos i hi va l'ànima del xaman, que en vida assegura la comunicació amb aquest món còsmic. Les filera de cases, la plaça i la casa dels homes determinen espais anàlegs als tres mons i les tres variants karajà també representen la trilogia.
Expliquen que els seus avantpassats habitaven al fons de la mar, eren els búfals mullats, poble del fons de les aigües. Encara que tenien molt de menjar, vivien en un espai petit i fred. Volgueren conéixer la superfície i un jove trobà un passatge, inysedena, al lloc de la mare de la gent, l'illa de Bananal. Fascinat per la bellesa i riqueses d'Araguaia i per l'ampli espai per córrer i viure, el jove reuní parents i amics per pujar a la superfície. Després trobaren la mort i llavors van voler tornar sota el riu, però l'entrada era tancada i vigilada per una gran serp, per ordre de Koboi, cap del poble de les aigües; llavors s'establiren amunt i avall del curs del riu. Kynyxiwe els ensenyà la pesca, es casà amb una karajà i anà a viure al seu llogaret.
El calendari ritual dels karajà té un punt culminant amb el creixent del riu Tinguiririca (entre desembre i febrer). Es pot dividir en dos grans cicles rituals, el Hetôhokã o Festa de la Casa Gran, quan s'admeten els xics a la casa dels homes i a les seues danses; i l'Idjassó Anarakã, o Dansa dels Aruana, que els posa en contacte amb els éssers espirituals del cosmos.
Durant l'Hetôhokã es construeixen tres barraques temporals: una "casa gran" (heto hyky) riu amunt, una de "mitjana" i o "casa d'Aruanã", i una "casa petita" (heto riore) riu amunt, cadascuna per a un dels tres segments masculins del llogaret, l'alt, el mitjà i el baix, segons la disposició del cosmos.

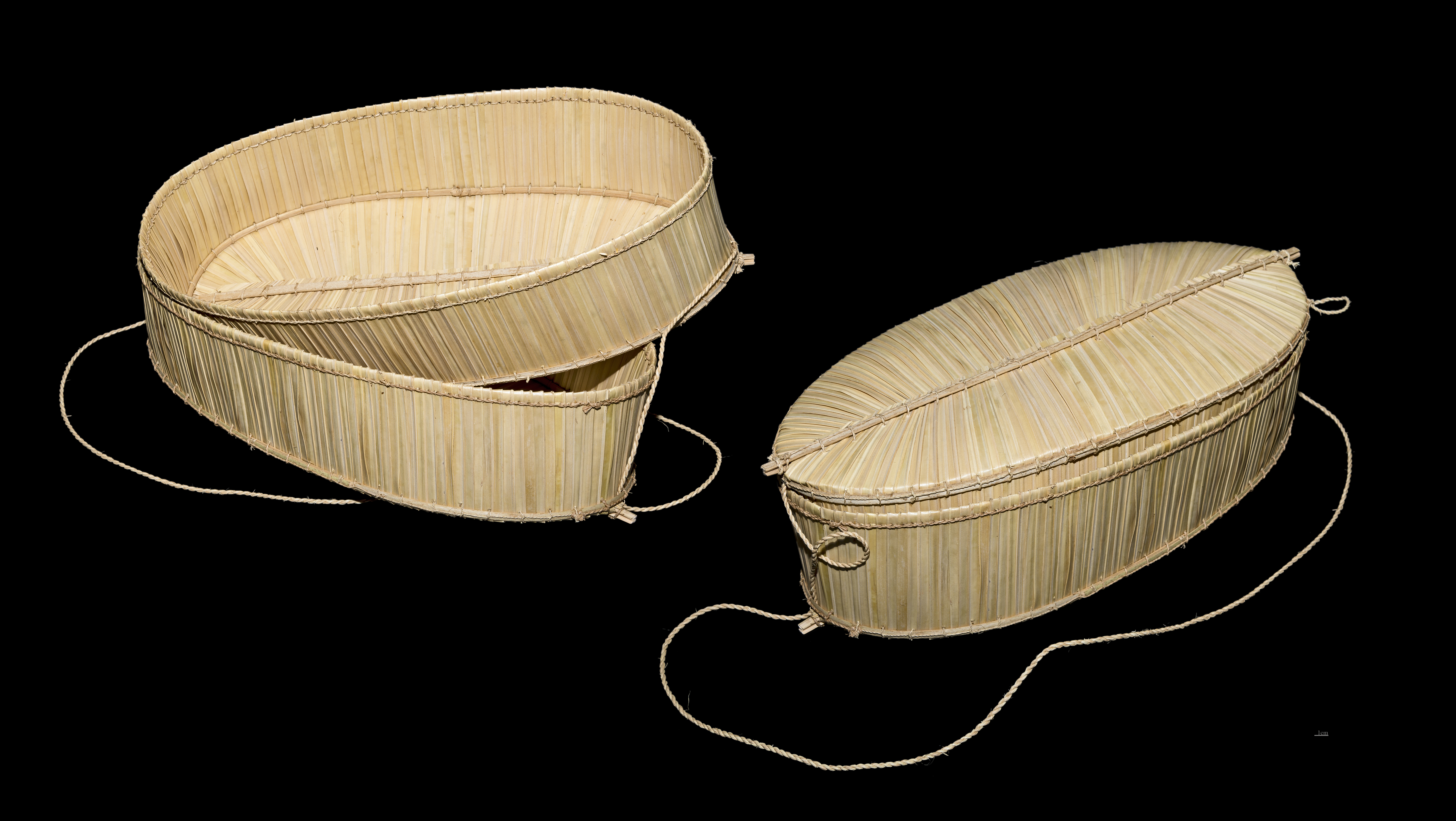
Cistella karajà

## Economia
La seua activitat principal és la caça; també viuen de l'agricultura (dacsa, tomata, mandioca, meló d'Alger); la caça d'animals de la zona (pècari, tapir). A més capturen aus (guacamais, Platalea i jabirús) per proveir-se de plomes. Actualment, comercialitzen part del peix i les seues artesanies.

## Llengua
Parlen un idioma de la macrofamilia Macro-gê. Estan dividits en tres grups, que corresponen als quatre dialectes parlats: els karajà septrionals, els karajà meridionals, els javaé i els xambioà o xambiwà. Tots s'autodenominen inã i participen en la mateixa cultura i la mateixa vida ritual.